# 국립국어원
국립국어원(國立國語院, 영어: National Institute of the Korean Language, 약칭: NIKL)은 국어의 발전과 국민의 언어생활 향상을 위한 사업의 추진과 연구 활동을 관장하는 대한민국 문화체육관광부의 소속 기관이다. 2004년 11월 11일 발족하였으며, 서울특별시 강서구 금낭화로 154에 위치하고 있다. 원장은 고위공무원단 가등급에 속하는 일반직공무원 또는 학예연구관으로 보하되, 임기제공무원으로 보할 수 있다.

## 연혁
1984년 5월 10일 문교부 산하의 국어연구소로 출발했다. 1990년 1월 3일 문화부 소속으로 바뀌었으며, 1990년 11월 14일에는 대통령령 제13,163호에 따라 직제가 개정되어 국립국어연구원으로 바뀌면서 정원도 35명으로 늘어났다. 1992년 1월에 《표준국어대사전》 편찬에 착수하여 1999년 10월과 11월에 걸쳐 《표준국어대사전》(상·중·하 3권)을 발간하였다.
1994년 5월 4일에 대통령령 제14,249호에 따라 직제가 개정되었고, 2000년 8월에는 현 위치인 서울특별시 강서구 방화3동으로 청사를 이전하였다. 2004년 11월 11일에 대통령령 제18,588호에 의해 국립국어원으로 명칭이 변경되었다.
2008년 10월부터는 《표준국어대사전》을 인터넷으로 이용할 수 있는 서비스를 제공하기 시작하였다.

## 조직

### 원장
기획연수부
- 기획운영과[2]
- 공공언어과[3]
- 교육연수과[4]

어문연구실
- 어문연구과[3]
- 언어정보과[3][5]
- 한국어진흥과[4]
- 특수언어진흥과[3][6]

## 사업
한국어와 한글을 연구하고 이에 관련된 정책을 만든다. 한국어 순화, 외래어 표기법 운용, 전문 용어 표준화, 국어 사용 실태 조사, 각종 자료집 및 간행물 발간 등의 사업을 진행한다. 대한민국 표준어의 기준이 되는 《표준국어대사전》을 편찬한다. 홈페이지에서는 한글 맞춤법, 표준어 규정, 로마자 표기법 같은 어문 규정을 비롯하여 여러 가지 자료를 제공하고 있다.
국어문화학교
국립국어원에서 실시하는 교육 과정과 신청한 기관에 전문 강사가 직접 찾아가서 강의하는 '찾아가는 국어문화학교' 두 가지 형태로 운영되고 있다. 지난 10년간 총 18,000여 명이 이 과정을 수료하였다고 한다.
'온라인 가나다'와 '가나다전화'
한국어 사용과 관련된 질문을 게시판에 올리고 답변을 받을 수 있는 '온라인 가나다'와 질문 내용이 간단할 경우에 전화로 물어볼 수 있는 '가나다전화'(1599-9979)를 운영하고 있다.
국외 한국어 전문가 교육 사업
1992년부터 시작된 '국외 한국어 전문가 교육 사업'은 한국어 전문가를 현지에 직접 파견하는 방식과 현지에서 한국어 교육에 종사하고 있는 사람들을 초청하여 교육하는 방식으로 나뉘어 이뤄지고 있다. 2006년까지 3,679명이 파견 교육 과정을 수강했으며 한국어 전문가 286명이 초청 교육을 받았다고 한다.
한국어 교원 자격 심사
한국어 교원이란 국어기본법에 의해서 외국인과 재외 동포를 대상으로 한국어를 가르칠 수 있는 자격을 부여받은 사람을 가리키는 말이며, 이는 교육부 장관으로부터 부여받은 초등 정교사나 중등 정교사(국어과)와는 별개의 자격증이다. 국내외 한국어․한국학 관련 대학 또는 기관, 결혼 이민자나 외국인 근로자들을 지원하는 시설 및 단체, 해외 진출 기업체, 일반 사설 학원 등에서 한국어 교육에 종사할 사람들을 대상으로 심사하여 교원 자격증을 부여하는 사업이다. 발급 주체는 문화체육관광부 장관이며, 1·2·3급으로 나뉜다.
21세기 세종 계획
21세기 세종 계획은 문화관광부, 관련 학계 등과 협력하여 1998년부터 추진해 온 국어 정보화 사업이다. 언어 정보 문화의 기본 바탕과 자원을 확충하기 위한 <국어 정보화 중장기 발전 계획>의 일환이며, 기초 언어 자료 데이터베이스 구축에서부터 범용 전자 사전 개발, 국어 정보화 인력 양성, 글꼴 개발에 이르기까지 다양한 분야에 걸쳐 이뤄진다.
편찬 사업
2007년 10월에 국립국어원 국어자료총서를 아래와 같이 편찬하였다.
- 《전문용어 연구: 정리 현황과 과제》
- 《외래어 이렇게 다듬어 쓰자》
- 《신조어: 사전에 없는 말》
- 《방언 이야기》

그 밖에도 교육·문화·문학 등 국어 관련 각종 학술 대회 및 행사를 두루 개최하고 있다.

## 비판

### 일관성에 대한 비판
한국어 어문 정책은 1945년 해방 이후에도 많은 변화를 겪었다. 그런데 새로운 어문 정책이 나올 때마다 어학자들은 한국의 언중이 실제 쓰는 말이 틀린 말이며, 새로운 문법 규칙에 따라 바르게 순화되어 쓰여야 한다고 하면서 새로운 어문 규정을 정책적으로 집행하려 하였다. 하지만 이 중 일부는 다른 학자들의 연구에 의해 비판받고 있으며, 또한 정책 자체가 일관적이지 못하고 시대에 뒤떨어지는 정책이라고 비판받고 있다.
다음은 대표적인 논란 사례이다.
자장면과 짜장면
위 두 단어는 상당히 오랫동안 언중의 사용과 어문 정책상의 표준어 간의 괴리를 비판하는 데 쓰인 주요 대상이었는데, 이는 실제 언중들은 대부분 ‘짜장면’이라 쓰고 발음하는데도 불구하고 국립국어원에서 짜장면을 중국어 어원으로 보고 자장면을 표준어로 정했기 때문이다. 이에 비해 짬뽕은 일본어가 어원이기 때문에 국립국어원에서는 이를 표준화하여 인정하였기 때문에 두 단어에 대한 형평성에 대한 논란이 지속되었다. 이후 2011년 8월 31일에 국립국어원은 짜장면을 '자장면'의 복수 표준어로 인정하였다.
게놈(←독일어: genom)과 지놈(←영어: genome)
전자가 국립국어원, 후자가 학계가 지지하는 표기인데, 관련 학계와 국립국어원의 입장이 갈리는 예이다. 자장면과는 달리 일반적인 한국어 사용자들도 게놈이라는 표기를 쓰고 있다. 그러나 관련 학계에서는 지놈이라는 표기가 더 흔히 쓰인다.

### 소급 적용 시도에 대한 비판
또한 최근 어문 정책이 바뀐 후 이전의 저작물들의 당대 표현이나 고어적 표현을 "틀리다"라고 하여 교육 및 방송에서 국민들을 교육시키려 하고 있으나 이전에 교육을 받은 세대에게는 낯설게 받아들여지고 있다.

### 정치색과 관련된 비판
국립국어원에서 출간한 《사전에 없는 말 신조어》에서는 '놈현스럽다'라는 단어를 신조어에 포함시켜 비판을 받기도 하였고, 이에 대해 항의하는 여론이 많았다.
 그 외에도 '차떼기'는 이 책에 수록하지 않았는데 이후 홈페이지에 '차떼기 선거'만을 수록하여, 어문 정책을 정치화하였다는 비판을 받기도 하였다. 결국 2007년 10월 12일, 이러한 비속어를 출판물에 수록한 것을 공식 사과하였다.

### '말다듬기'(순화 정책)에 대한 비판
또한, 외래어 표기법에 대한 논란이 많은데 영어, 일본어 등에서 들어온 말을 그대로 음독하여 표기하기보다는 '외래어 순화'를 내세우며 순우리말 또는 새로 지어낸 말을 사용하도록 권장하고 있다. 그러나 외래어 표기법이 현실 언중이 주로 쓰는 형태와 너무 다르거나 원래의 언어의 발음과 너무 다른 점, 그리고 해당 분야에서 일반적으로 쓰이는 발음을 무시하는 사례 등을 이유로 비판을 받고 있다. 이에 대해 국어연구원의 학예연구관 박용찬은 "학자 몇 사람의 머리에서 나오는 안은 한계가 있다"라고 인정하며 초기 단계의 시행착오라고 하였고 "우리말 순화의 새로운 방법론을 모색하는 한 과정"으로 봐달라고 하였다.
말다듬기의 예
전자는 한국어 사용자가 일반적으로 쓰는 표현, 후자는 국립국어원에서 다듬은 표현이다. 대중에게 받아들여져 널리 쓰이는 경우도 있으나, 익숙함에 크게 영향을 받는 언어의 속성상 논란이 자주 일어나는 편이다.
- “아연실색”과 “크게 놀람”
- “트랜스 지방”과 “변이 지방”: 여기서 trans는 cis-trans 관계의 이성질체중 치환기가 다른 방향인 이성질체를 말하는 것으로, 변이의 뜻이 아니다.
- “아우라”와 “기품”
- “키치”와 “눈길끌기”: 번역어가 원어 뜻의 일부만을 가지고 있다.
- “샹그릴라”와 “꿈의 낙원”: 단순한 단어 조합이라는 비판이 있다.
- “크리에이터”와 “광고창작자”: creator를 광고 분야의 한정적인 용어로만 오해하였다.
- “팬미팅”과 “다솜모임”: 다솜은 옛말로 ‘사랑하다’라는 동사의 명사형이라고 한다.
- “머스트 해브”와 “필수품”: 경제 트랜드 용어를 너무 일반화시킨 경우로 비판을 받는다.
- “원샷”과 “한입털이”
- “브런치”와 “어울참”: 아침과 점심의 첫 글자를 딴 ‘아점’이라는 표현이 쓰이고 있다.
- “웰빙”과 “참살이”: 비교적 대중에게 많이 받아들여져 쓰이고 있다.
- “펜트하우스”와 “하늘채”: 특정 브랜드 이름으로 이용되고 있다.
- “프레젠테이션”과 “시청각설명회”
- “스포일러”와 “영화헤살꾼”: spoiler를 영화에만 쓰이는 용어로 오해하였다.
- “닭도리탕”과 “닭볶음탕, 닭매운탕, 닭감자탕”등.

### 언어의 다양성 존중에 대한 문제 제기
또한 의미가 똑같은 경우 널리 쓰이는 표현만을 표준어로 삼음으로써 언어의 다양성을 인정하지 않고 있다는 비판을 받기도 한다. 그러나 언중이 여러 가지 표현을 골고루 널리 쓰고 있을 때는 복수 표준어로 인정하거나 바꾸는 예도 있다.

### 표준국어대사전 '사랑' 관련
국립국어원이 '어떤 상대'가 '사랑'이라고 당당히 고백한 것은 지난 2012년이다. 그보다 앞서 2010년 7월 국립국어원은 "이성의 상대에게 끌려 열렬히 좋아하는 마음, 또는 그런 일"이 '사랑'이라고 말한 바가 있다. 이를 고쳐 '이성의 상대'를 '어떤 상대'로 바꾼 것이 2012년 11월이다. 그로부터 불과 2년도 못 채우고 다시 '남녀 간'으로 돌아간 것이다.
동시에 '사랑'과 떼려야 뗄 수 없는 '연애("연인 관계인 두 사람이 서로 그리워하고 사랑함")'와 '애정(애인을 간절히 그리워하는 마음, 또는 그런 일")'도 "남녀가 서로 그리워하고 사랑함"과 "남녀 간에 서로 그리워하는 마음, 또는 그런 일"로 각각 갈라서고 말았다.
이는 언어의 표준에 어긋난 것이 아니냐는 비판이 있다.

## 수화
국립국어원은 한국수어사전을 제공하고 있는데 동영상으로 일상생활에서 사용하는 수화뿐만 아니라  전문 용어 등의 다양한 수어에 대한 학습 콘텐츠를 제공하고 있어 누구나 자유로운 이용이 가능하다. 한국수어사전에서는 수형 사진 이미지, 동영상, 유형별 분류 수어 카테고리 등을 제공하고 있다.

## 같이 보기
- 표준국어대사전
- 개방형 한국어 지식 대사전
- 한국어 기초 사전
- 한국어-외국어 학습사전
- 한국수어사전
- 우리말 다듬기
- 국립한글박물관
- 디지털 한글박물관
- 한국어교원자격증
- 맞춤법
- 한글 맞춤법
  - 띄어쓰기
  - 문장부호
- 표준어
- 대한민국 표준어
- 표준어 규정
  - 표준어 사정 원칙
  - 표준 발음법
- 외래어 표기법
- 로마자 표기법
- 한국어의 로마자 표기법